# (9048) 1991 RD24
(9048) 1991 RD24 là một tiểu hành tinh vành đai chính. Nó được phát hiện bởi Henry E. Holt ở Đài thiên văn Palomar tại Hoa Kỳ ngày 12 tháng 9 năm 1991.